# Kantunilkín
Kantunilkín est une ville située au sud-est du Mexique, dans l'État de Quintana Roo, près de la frontière entre cet État et celui du Yucatán. Elle est située à 21°06′10″N de latitude et à 87°29′16″O de longitude. Elle est le centre administratif de la municipalité de Lázaro Cárdenas.

## Histoire
Le site de Kantunilkín est habité de longue date par les Mayas. En 1850, la ville se joint aux rebelles mayas lors de la guerre des castes. 